# Gloster Meteor
El Gloster Meteor fue un avión de caza fabricado por la empresa británica Gloster Aircraft Company para la Royal Air Force (RAF). Fue el primer caza a reacción del Reino Unido y el primer avión de este tipo introducido al servicio activo con los Aliados.
El desarrollo del Meteor dependía en gran medida de sus innovadores motores turborreactores, que fueron desarrollados por Sir Frank Whittle y su compañía, Power Jets Ltd. El desarrollo del avión comenzó en 1940, pero ya se había comenzado a trabajar en los motores en 1936. El Meteor realizó su primer vuelo en 1943 y comenzó a operar el 27 de julio de 1944 con el 616º Escuadrón de la Royal Air Force (RAF).
Se desarrollaron diversas variantes del Meteor para incorporar avances tecnológicos durante los años 1940 y 1950. Se fabricaron miles de ejemplares para servir en la RAF y otras fuerzas aéreas, y el modelo permaneció en servicio durante varias décadas. En la Segunda Guerra Mundial el Meteor entró en acción de forma limitada, mientras que los Meteor de la Real Fuerza Aérea Australiana (RAAF) contribuyeron de forma importante en la Guerra de Corea y otros usuarios como Argentina, Egipto e Israel también usaron sus Meteor en conflictos regionales. En el año 2011 permanecían en servicio activo dos Meteor, matrículas WL419 y WA638, en la compañía Martin-Baker como bancos de pruebas para asientos eyectables.

## Historia y desarrollo

### La revolución de los reactores

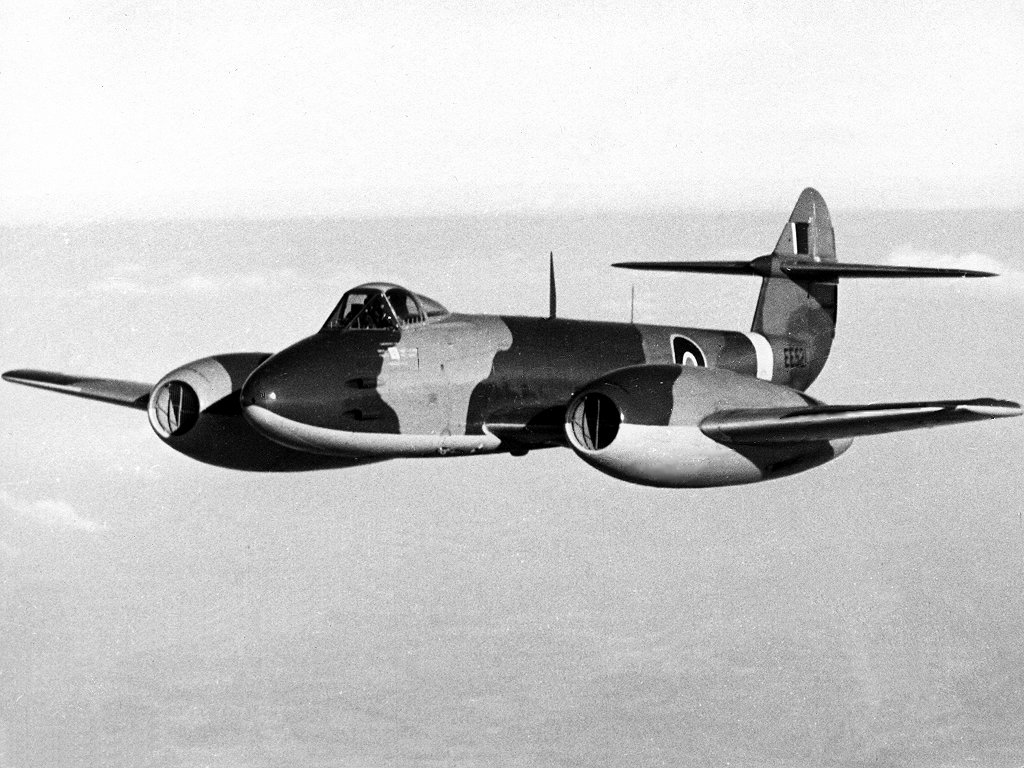
Gloster Meteor Mk III.

Su desarrollo comenzó en noviembre de 1940 después de aparecer la turbina de gas o termorreactor, como lo llamaba su inventor Frank Whittle. El diseño del prototipo del birreactor de caza F.9/40 comenzó en enero de 1940 bajo la dirección del jefe de diseño de Gloster Aircraft Company, W.G. Carter, 17 meses antes del primer vuelo del monorreactor experimental Gloster E.28/39. Marcados por las dificultades para encontrar un criterio fiable de diseño en que basar el nuevo caza, los trabajos comenzaron como una iniciativa privada, en momentos en que la industria aeronáutica británica estaba sometida a fortísimas presiones. Reflejando la importante contribución de F. Whittle, con mucho el principal protagonista del empleo de las turbinas de gas en la aviación, se previó originalmente el empleo de motores "Whittle" en los 12 prototipos, pero ante el creciente interés en que las compañías británicas de motores pusieron en el desarrollo de turborreactores, los ocho prototipos desarmados que finalmente se construyeron fueron propulsados por motores Rover/Power Jets W.2B/23, Power Jets W.2/500, Metropolitan Vickers MVF.2, Halford (DH) H.1, Halford (DH) H.1b y Rolls-Royce W.2B/37. Originalmente la nave se iba a llamar Thunderbolt, pero para evitar confusión con el Republic P-47 cambió a Meteor. El primero en volar fue, de hecho, el quinto prototipo F.9/40H (DG206/G), propulsado por dos turborreactores Halford (de Havilland) H.1 de un empuje unitario de 1.043 kg, el 5 de marzo de 1943, pilotado por Michael Daunt en Cranweel, Lincolshire; la velocidad máxima obtenida por este prototipo fue de 692 km/h.
El 8 de agosto de 1941, se había firmado ya un contrato para una serie piloto de 20 aviones denominados Meteor Mk I, el primero de los cuales voló en enero de 1944; las primeras entregas a la RAF fueron al 616º Squadron (South Yorkshire), el 12 de julio de ese año; estos aparatos estaban propulsados por motores Rolls-Royce/Power Jets X.2B/23 Welland. El turbojet W.2B/23C producía 7,56 kN de impulso, dando a la nave una velocidad máxima de 670 km/h a 3000 m, con un radio de 1610 km. Tenía un peso vacío de 3.690 kg, y cargaba hasta 6.260 kg. La construcción era de metal con alas de bajo perfil convencional. Los turborreactores estaban medio-montados en las alas. Estaba armado con cuatro cañones de 20 mm Hispano montados en el fuselaje. Como el resto de los primeros reactores, sufría de problemas de estabilidad a altas velocidades transónicas (cercanas a la del sonido). El avión experimentaba cambios de vibración, altas fuerzas en la palanca de control y efectos de serpenteo debidos a los flujos de aire sobre las superficies gruesas de la cola.
El Meteor fue el primer reactor de combate británico en entrar en servicio en un escuadrón regular aunque algunos Me 262 habían sido los primeros en actuar en combate. Los Meteor Mk I del 616º entraron en acción por primera vez el 27 de julio de 1944 operando contra las bombas volantes V-1. El 4 de agosto, el oficial de vuelo Dean destruía la primera V-1; no la derribó con fuego de cañón sino que la desequilibró empujando su punta alar con la del Meteor. En seis semanas, este escuadrón destruyó una docena de bombas volantes.

### Misiones en Europa

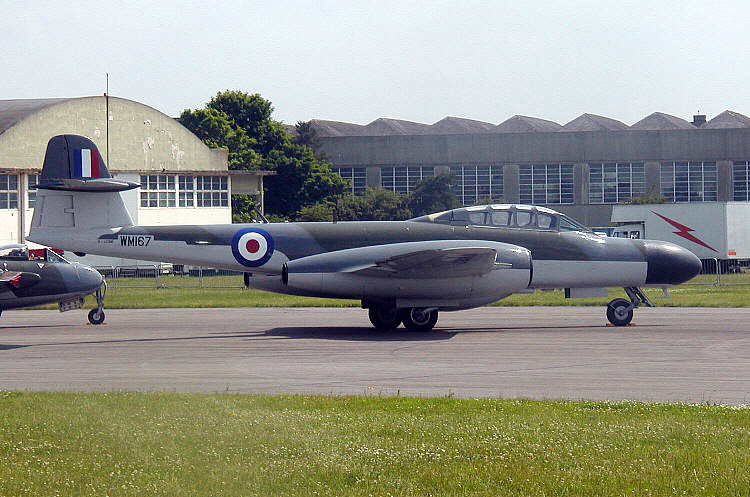
Caza nocturno Gloster Meteor NF.11 (WM167) en el Classic-Jet Air Show en Kemble (Reino Unido).

Los primeros Meteor F.Mk 3 de producción (el Mk 2 con motores Halford/DH no llegó a materializarse) fueron entregados al 616º Squadron en diciembre de 1944; al mes siguiente fue destacada una patrulla de esta unidad a la 2.ª Fuerza Aérea Táctica de la RAF en Nimega, Países Bajos. El segundo escuadrón que recibió Meteor Mk 3 (abril) fue el 504º (Condado de Nottingham). El personal del Escuadrón 616 ahora incluyó pilotos veteranos como el Wing Cmdr. Warren Edward Schrader (veterano piloto de Hawker Tempest con once victorias) y el Wing Commander McDowell (once victorias con Spitfire). Para gran decepción de los pilotos no se estableció combate con la Luftwaffe.
Lógicamente, la puesta a punto de los primeros Meteor exigió un enorme programa de investigación, pero por razones de espacio mencionaremos sólo los aspectos más relevantes. El primer Meteor Mk I fue enviado a Estados Unidos a cambio de un Bell YP-59A Airacomet para evaluación; el sexto ejemplar protagonizó en 1944 las primeras evaluaciones mundiales en materia de poscombustión; el decimoctavo avión, equipado con Rolls-Royce RB.50 Trent y hélices de cinco palas se convirtió en el primer avión turbohélice del mundo, realizando su primer vuelo el 20 de septiembre de 1945, con Eric Greenwood, jefe de pilotos de pruebas de Gloster a los mandos. Al noveno Meteor Mk 3 le fue instalada una cámara para reconocimiento fotográfico en el morro, y el decimonoveno ejemplar recibió un radar AI para caza nocturna; dos Mk 3 efectuaron pruebas de apontaje, y el primer lanzamiento británico de asiento eyectable fue llevado a cabo desde un Meteor Mk 3, el 24 de julio de 1946.
Los Meteor Mk 3 con turborreactores Welland continuaron en servicio en quince Squadrons durante 1945 y 1946. Entretanto, Rolls-Royce prosiguió el desarrollo del turborreactor de compresor centrífugo, reemplazando el sistema de combustión de flujo invertido por una configuración directa en el nuevo turborreactor Rolls-Royce Derwent 1 de 907 kg de empuje; este motor propulsó a los 195 últimos Mk 3. Una combinación del Derwent 5 de 1.588 kg de empuje en góndolas largas con una célula más resistente condujo al Meteor Mk 4, que voló por vez primera el 17 de julio de 1945. Para aumentar la rigidez alar sin que ello acarrease grandes trabajos de rediseño de la célula, las alas fueron acortadas en 84,4 cm desde el noveno avión en adelante, lo que también permitió mejorar la capacidad de alabeo y, por consiguiente, aumentar las velocidades de despegue y aterrizaje. Gloster produjo 539 Meteor Mk 4 para la RAF y Sir W. G. Armstrong Whitworth Aircraft Ltd (AWA) construyó otros 44. Esta versión fue utilizada por los escuadrones 19, 43, 501, 600, 610, 611 y 615.

### Grandes ventas al exterior

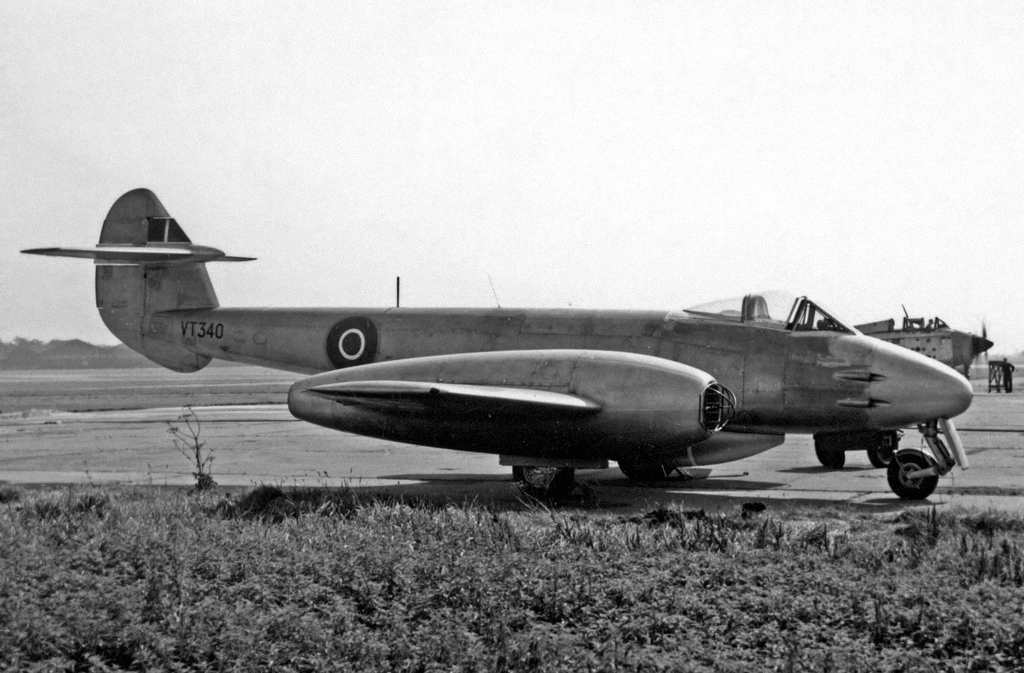
Meteor F.4 de la RAF en julio de 1955.

#### Otras versiones
Al año siguiente del récord mundial de velocidad establecido por Wilson, algunos Meteor Mk 4 fueron empleados en un intento de superar la marca anterior; el 7 de septiembre de 1946 el capitán E. M. Donaldson, de la Patrulla de Alta Velocidad de la RAF, alcanzó los 992 km/h con el EE549. Menos conocidas son las evaluaciones efectuadas con Meteor 4 con el fin de aumentar la envergadura alar en 15,24 m y la de los estabilizadores hasta los 6,10 m, para desarrollar una variante de caza de alta cota.
Los Meteor fueron vendidos en gran número a Argentina (interviniendo en acciones militares durante el bombardeo a la Plaza de Mayo de la ciudad de Buenos Aires que tuvo lugar el 16 en junio de 1955, y las acciones del mes de septiembre de ese mismo año en la segunda fase de Revolución Libertadora), Bélgica, Dinamarca, Egipto, Francia (donde uno de ellos fue empleado en 1952 como bancada experimental, propulsado por motores SNECMA Atar 101.B21) y los Países Bajos. Las plantas motrices que equiparon experimentalmente a los Meteor Mk 4 británicos incluyen al Metropolitan-Vickers F.2/4 Beryl, al Rolls-Royce Nene con deflectores de flujo, al Rolls-Royce Avon RA.2 de flujo axial, y a los Rolls-Royce Derwent 5 y 8 con poscombustión.
A continuación apareció el caza de reconocimiento Meteor Mk 5, que llevaba una cámara en el morro y dos verticales tras el depósito de combustible del fuselaje; la de proa podía orientarse opcionalmente hacia delante o hacia babor. Un Mk 4 (el VT347) fue convertido en prototipo, pero se estrelló en su primer vuelo, en 1949, muriendo el piloto de pruebas Rodney Dryland. El Meteor Mk 6 no llegó a entrar en producción; había sido previsto para que emplease una deriva trapezoidal (posteriormente incorporada por el Mk 8) y turborreactores Derwent.
El entrenador biplaza Meteor T.7 incorporaba un morro alargado en 76,2 cm para acomodar un segundo asiento en tándem bajo una cubierta de apertura lateral; incluía doble mando, pero fue totalmente desprovisto de armamento y llevaba como equipo estándar un depósito ventral de 818 litros. El prototipo, cuyo primer vuelo tuvo lugar el 19 de marzo de 1948, fue seguido por 640 aparatos de serie. Además de encuadrarse en diversos escuadromes de caza de la RAF, los Meteor Mk 7 equiparon varios Escuadrones de Entrenamiento de Caza, Escuelas de Vuelo Avanzado y Unidades de Conversión Operacional, sin mencionar a casi todas las bases de la RAF que disponían de ellos. Asimismo, sirvieron en los Squadrons nº. 702 y 759 del Arma Aérea de la Flota. Los primeros ejemplares estaban propulsados por Derwent 5, pero en la última etapa de producción se introdujo el Derwent 8 (junto con la configuración de cola del Meteor Mk 8), conduciendo a la falsa denominación "Mk 7 1/2". Los Meteor Mk 7 fueron vendidos a Bélgica, Brasil, Dinamarca, Egipto, Francia, Israel, Países Bajos, Suecia y Siria.
A finales de 1947, el Meteor parecía incapaz de mantener por mucho tiempo su primacía sobre los nuevos cazas que iban apareciendo. El Meteor Mk 8 fue un intento de mejorar las prestaciones sin realizar grandes modificaciones en la célula, pero los Derwent 8 no proporcionaban un apreciable incremento en el empuje y la adopción de la deriva trapezoidal apenas solucionó parcialmente el problema del bataneo (ver Aeroelasticidad). Sólo cuando se aumentó el diámetro de las tomas de aire en 11,43 cm se consiguió un incremento en las prestaciones; los 91 kg de empuje unitario adicionales elevaron la velocidad en 6,4 km/h. Entre 1946 y 1948, motivos políticos condujeron a una disminución del esfuerzo en la investigación aeronáutica y la mejora del equipamiento de caza de la RAF se detuvo, de modo que no quedó otro remedio que conservar en estado operacional a los Meteor y de Havilland Vampire hasta los años 50. El primer Meteor Mk 8 de la RAF entró en servicio el 10 de diciembre de 1949, y el tipo se encuadró en 39 Squadrons. Ninguna de estas unidades sirvió operativamente en la guerra de Corea que comenzó en 1950.
Entretanto, a raíz de la utilización de los Meteor australianos en funciones de ataque al suelo, Gloster produjo por cuenta propia una versión para ataque al suelo del Mk 8 conocida como G.44 Reaper; a pesar de que podía llevar 24 cohetes de 27 kg o dos bombas de 454 kg, el Meteor se mantuvo en el papel de caza, en el que permaneció hasta ser reemplazado por el Hawker Hunter en 1954-55.
Pese a todo, el Meteor Mk 8 tuvo bastantes usuarios extranjeros: Brasil, Dinamarca, Egipto, Israel, Países Bajos y Siria cursaron pedidos de esta versión, que también fue producida bajo licencia por Avions Fairey, en Bélgica, y Fokker, en los Países Bajos.
En Gran Bretaña, el Mk 8 fue objeto de numerosos experimentos. Entre las plantas motrices instaladas para evaluación encontramos el motor cohete Armstrong Siddeley Screamer de 4.309 kg de empuje, un par de turborreactores ligeros Rolls-Royce Soar situados en las puntas alares o un par de turborreactores Armstrong Siddeley Sapphire de 3.447 kg de empuje (con esta última instalación el Meteor estableció una serie de récords de tiempo de trepada). Un Meteor Mk 8 fue modificado adoptando una cabina adicional a proa para un piloto en posición tendido prono, mientras que otro aparato llevó un motor de sustentación Rolls-Royce RB.108 instalado verticalmente en la bodega de municiones, como parte de los trabajos preparatorios del programa Short SC.1 de despegue y aterrizaje vertical. Uno de los muchos aparatos Rolls-Royce de pruebas fue un Meteor Mk 8 equipado con un inversor de flujo en su Derwent 8 de babor. Varios Mk 8 del 245º Squadron de Caza volaron en evaluaciones de reabastecimiento de combustible en vuelo. Una versión propuesta pero no construida del Meteor incluía no menos de 12 turborreactores de sustentación RB.108 en dos grandes góndolas.
Aprovechando las experiencias obtenidas del diseño del desafortunado Meteor Mk 5, Gloster introdujo el caza de reconocimiento Meteor Mk 9, que conservaba el armamento, llevaba una cámara F.24 montada en el morro e incorporaba como equipo estándar depósitos de combustible en posición subalar y ventral. El prototipo, que voló el 22 de marzo de 1950, fue seguido por 126 ejemplares de serie, encuadrados en los Squadrons nos.2, 79, 208 y 541, y en la 226.ª Unidad de Conversión Operacional; asimismo 12 aparatos del Ministerio del Aire fueron reacondicionados por Flight Refuelling Ltd y vendidos en 1954-55 a Ecuador, donde permanecieron en servicio hasta los años setenta. también Siria compró dos Mk 9 (ex-RAF) a mediados de los años cincuenta, y por la misma época siete aparatos similares fueron vendidos a Israel.
La producción total del Meteor se elevó a 3875 ejemplares.

### Servicio de la RAAF durante la Guerra de Corea

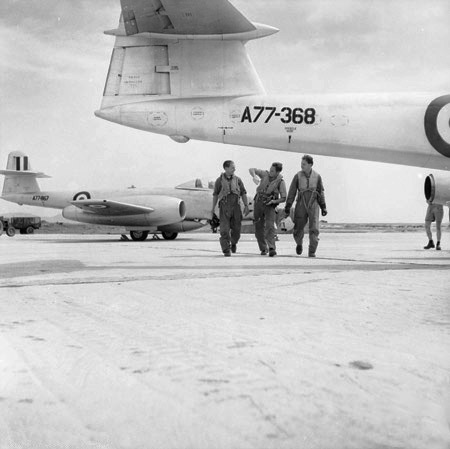
Pilotos australianos y aviones Meteor en Corea, 1954.

La Royal Australian Air Force adquirió 113 Meteor entre 1946 y 1952. Los F.8 Meteor prestaron amplios servicios durante la Guerra de Corea con el No. 77 Squadron RAAF. La escuadrilla, que había volado previamente durante unos meses con P-51 Mustang en Corea, realizó su primera salida de combate el 29 de julio de 1951, pero hubo que esperar hasta el 29 de agosto para que los Meteor midieran sus armas con los Mikoyan-Gurevich MiG-15, resultando derribado un piloto australiano y tuvo cierto éxito en combates jet contra jet, contra los pilotos de los MiG-15, derribando tres de estos aviones, mucho más modernos y generalmente superiores en el periodo de septiembre a noviembre. Sin embargo, cuatro Meteor de la RAAF fueron derribados el 1 de diciembre de 1951 en un duelo entre 12 aviones del 77 Squadron y 40 MiG. El aumento de las bajas llevó a que la actividad de los Meteor se restringiera a misiones de escolta de los bombarderos Boeing B-29, y el 1 de diciembre el oficial de vuelo B. Gogerely consiguió el primer derribo de un MiG-15 por un Meteor, aunque en ese combate se perdieron tres aparatos. Como resultado, el 77º Squadron fue relegado a misiones de ataque a tierra, con un armamento de ocho cohetes de 27 kg, un papel que desempeñó bien. Mientras que al menos 32 Meteor fueron derribados como resultado de acciones enemigas en Corea, la mayoría fueron derribados por fuego antiaéreo mientras realizaban ataques a tierra.

### El Gloster Meteor en la Fuerza Aérea Argentina, FAA
En virtud de la onerosa deuda externa inconvertible que Inglaterra había contraído durante la Segunda Guerra Mundial, durante el gobierno del general Juan Domingo Perón la Fuerza Aérea Argentina adquirió 100 Meteor MK IV. El 11 de julio de 1947 se llevó a cabo el primer vuelo de un Meteor en Argentina, lo que también marcaría el primer vuelo de un reactor en Latinoamérica. El ingeniero argentino que estuvo a cargo del montaje junto a los técnicos ingleses, en la Base Aérea de El Palomar, fue el Vicecomodoro Víctor M.R.N. Acuña en ese entonces Capitán.
El 16 de junio de 1955, 32 Gloster Meteor (4 rebeldes y 28 leales) participaron en los incidentes que llevaron al bombardeo y ametrallamiento de la Plaza de Mayo, tanto en el bando leal al gobierno como en el rebelde. Durante la defensa de Buenos Aires se produjo un combate aéreo entre una escuadrilla de interceptores Meteor leales, al mando del 1.er. Tte. Juan García (volando el Meteor matrícula I-039), 1.er. Tte. Mario Olezza (I-077), 1.er. Tte. Osvaldo Rosito (I-090) y el Tte. Ernesto Adradas (I-063), frente a las máquinas rebeldes AT-6 Texan, pilotadas por el Tte. de Corbeta Máximo Rivero Kelly (en el Texan matriculado 0342/3-A-29) y el guardamarina Armando Román (0352/3-A-23). El combate se produjo a baja altura sobre el Aeroparque Metropolitano Jorge Newbery y el Río de la Plata, cayendo el Texan del rebelde Román bajo los cañones de Adradas. Román pudo saltar en paracaídas cayendo al río y Adradas logró así el primer derribo de la FAA. Mientras otro Meteor ametralló a un rebelde en la vertical del Aeropuerto de Ezeiza. Los rebeldes tomaron la Base Aérea Militar Morón, base de los Meteor, y los volaron en varios ataques contra las fuerzas leales al gobierno y la Casa Rosada antes de que la rebelión fuese derrotada al final del día.
Los Meteor rebeldes se dirigieron a Uruguay tras el fracaso del intento revolucionario. Una segunda revuelta, la Revolución Libertadora estalló el 16 de septiembre de 1955, cuando nuevamente, ambas partes operaron Meteor. Los rebeldes se apoderaron de tres. Los Meteor del Gobierno ametrallaron los destructores rebeldes ARA La Rioja y el ARA Cervantes, y varios buques de desembarco cerca del Astillero Río Santiago, y el Aeropuerto Internacional Pajas Blancas de Córdoba, logrando dañar varios Avro 694 Lincoln. Los Meteor rebeldes fueron utilizados para atacar a las fuerzas leales al gobierno en Córdoba, con la pérdida de uno, el 19 de septiembre, por falla en el motor causado por el uso de gasolina de automóvil en lugar de combustible jet; hasta el éxito de la Revolución Libertadora ese mismo año.
En 1960, la adquisición de F-86 Sabre permitió a los Meteor ser transferidos al papel de ataque a tierra, con el avión equipado con torres de bombas y rieles para cohetes, y desechando el esquema de color metal desnudo por un esquema de camuflaje. Varios Meteors fueron utilizados para atacar a los rebeldes "Colorados" durante los intentos de levantamientos en septiembre de 1962 y de abril de 1963. Los aviones siguieron prestando servicio durante años, hasta que fueros retirados hacia 1970.

#### Resumen de los Gloster Meteor por número y el destino final de cada uno
- C-002: en el Museo Aeronáutico de Baradero (Aero Club Baradero), provincia de Buenos Aires sobre un pedestal. Se trata en realidad del Meteor C-051, desactivado el 12/05/71 transferido AM Quilmes, en donde se procedió a su acondicionamiento para su exposición, recibiendo la matrícula C-002.
- I-005: en el interior del Museo Fortín Independencia, en Tandil, provincia de Buenos Aires, tras la desactivación el 30/12/70. El interior de la cabina, que incluye la mira giroscópica, fue reconstruida por el suboficial Moureau.
- C-010: asignado el 12/05/71 al Área material de Quilmes como material didáctico, trasladado vía terrestre desde la BAM Morón. Ocasionalmente, sus turbinas son puestas en marcha por los alumnos de la Escuela de Educación Técnica Nº 7 "Taller Regional Quilmes". Existió la intención de poner en condiciones de vuelo a esta aeronave, pero la célula se encuentra en un grado de corrosión muy avanzado.Gloster Meteor C-010 en la Escuela IMPA de Quilmes (2023)Gloster Meteor C-010 en la Escuela IMPA de Quilmes (2022)

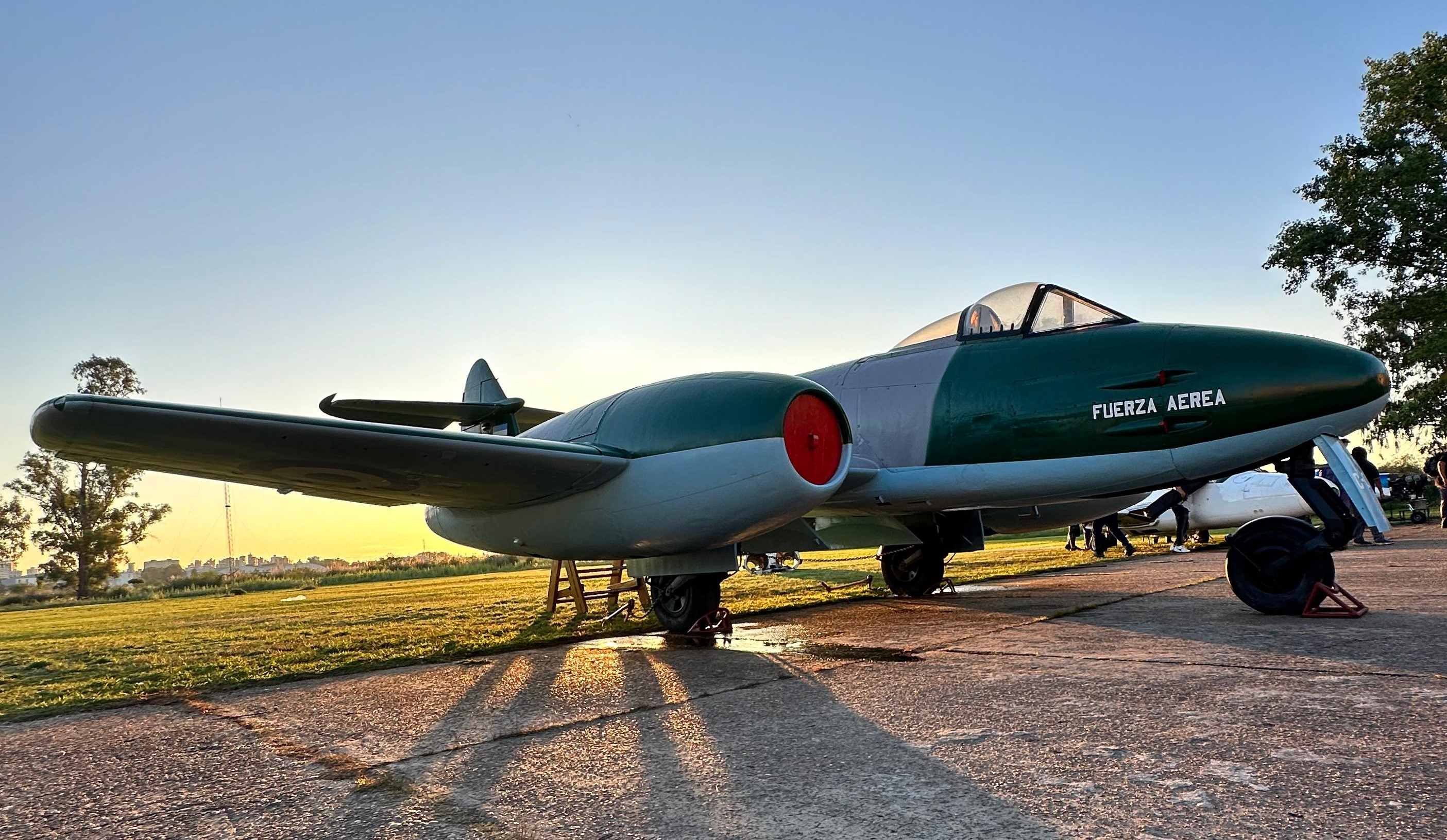
Gloster Meteor C-010 en la Escuela IMPA de Quilmes (2023)

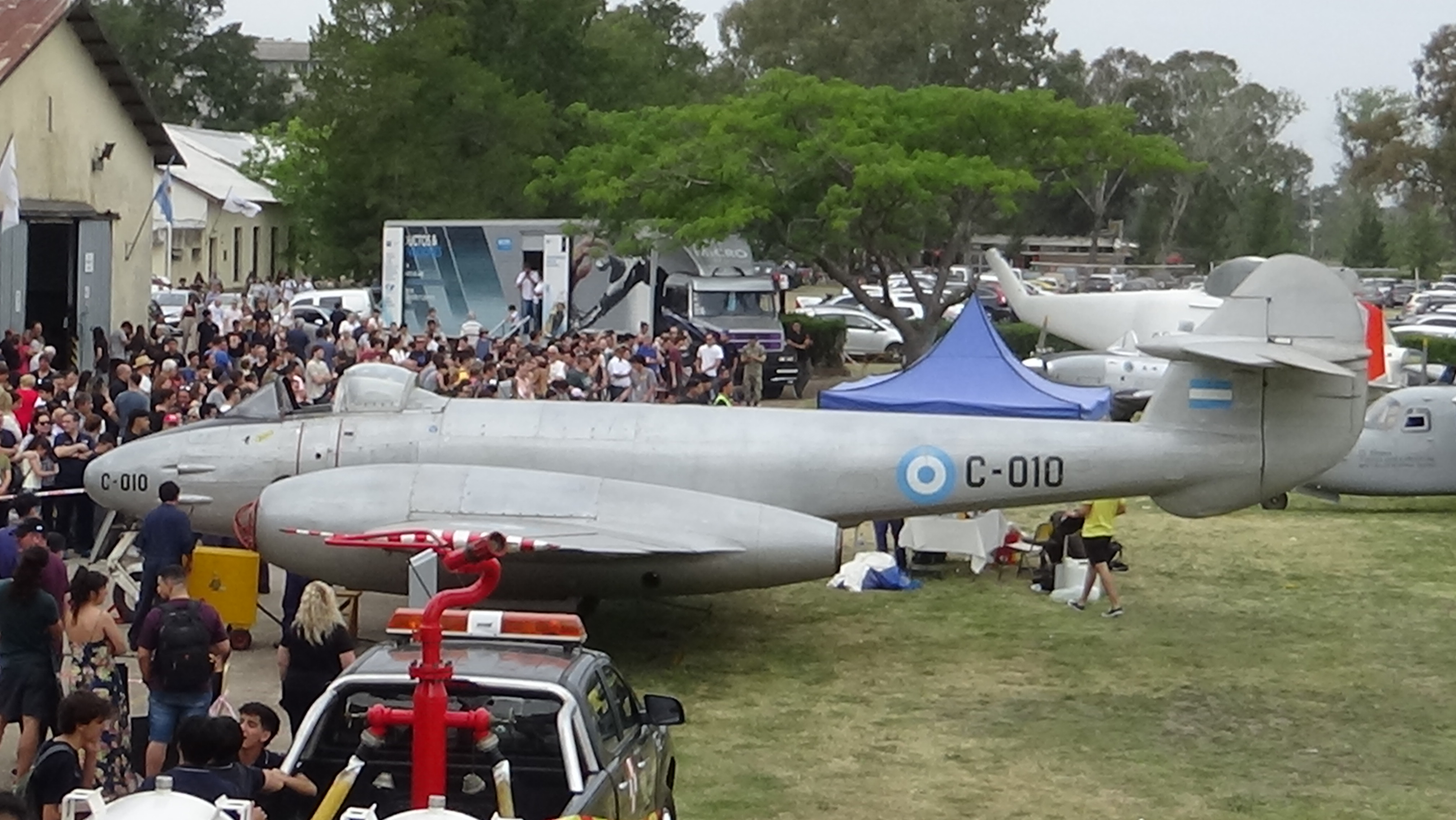
Gloster Meteor C-010 en la Escuela IMPA de Quilmes (2022)

- C-019: asignado al ENAC en proximidades del Aeroparque, tras desactivado el 12/05/71. El C-019 fue expuesto brevemente en el predio ferial de Palermo, para luego ser enviado definitivamente a Santa Rosa, provincia de La Pampa, ubicado sobre un pedestal en uno de los accesos de la ciudad, luciendo su esquema táctico original. Hasta 2010 tenía la matrícula ficticia I-021 y una coloración marrón claro, en un vergonzoso estado de abandono. Ese mismo año fue "intervenido" por un grupo cultural y pintado con un colorido esquema similar al Submarino Amarillo de los Beatles.
- C-025: preservado como monumento, a partir del 10/01/64 luciendo esquema plateado y matrícula I-025 en la BAM Morón. En 1988 trasladado a la Escuela Militar de Aviación en Córdoba, donde se encuentra en un pedestal con el esquema táctico final.
- C-027: como material didáctico, al interior de un recinto cubierto de la Universidad Nacional de Córdoba, desactivado el 30/12/70.
- C-029: baja de servicio activo el 30 de diciembre de 1970, asignado como material didáctico para la Escuela de Aprendices de la V Brigada Aérea en San Luis. Al 2005, emplazado en la ruta de acceso a la ciudad de San Luis en pésimas condiciones.
- C-031: desactivado el 25/12/70, fue instalado como monumento en la plaza VII Brigada Aérea de Morón, debido a la constante depredación en que era sometido, el jefe de la VII Brigada ordenó su traslado al Aero Club de Las Parejas. Al 2005 en el Liceo Militar Aeronáutico Militar, en Funes, provincia de Santa Fe.
- C-037: baja el 30/12/70, fue enviado a Río Gallegos (provincia de Santa Cruz), con destino a la Base Aérea. A 2005, se desconoce su paradero.

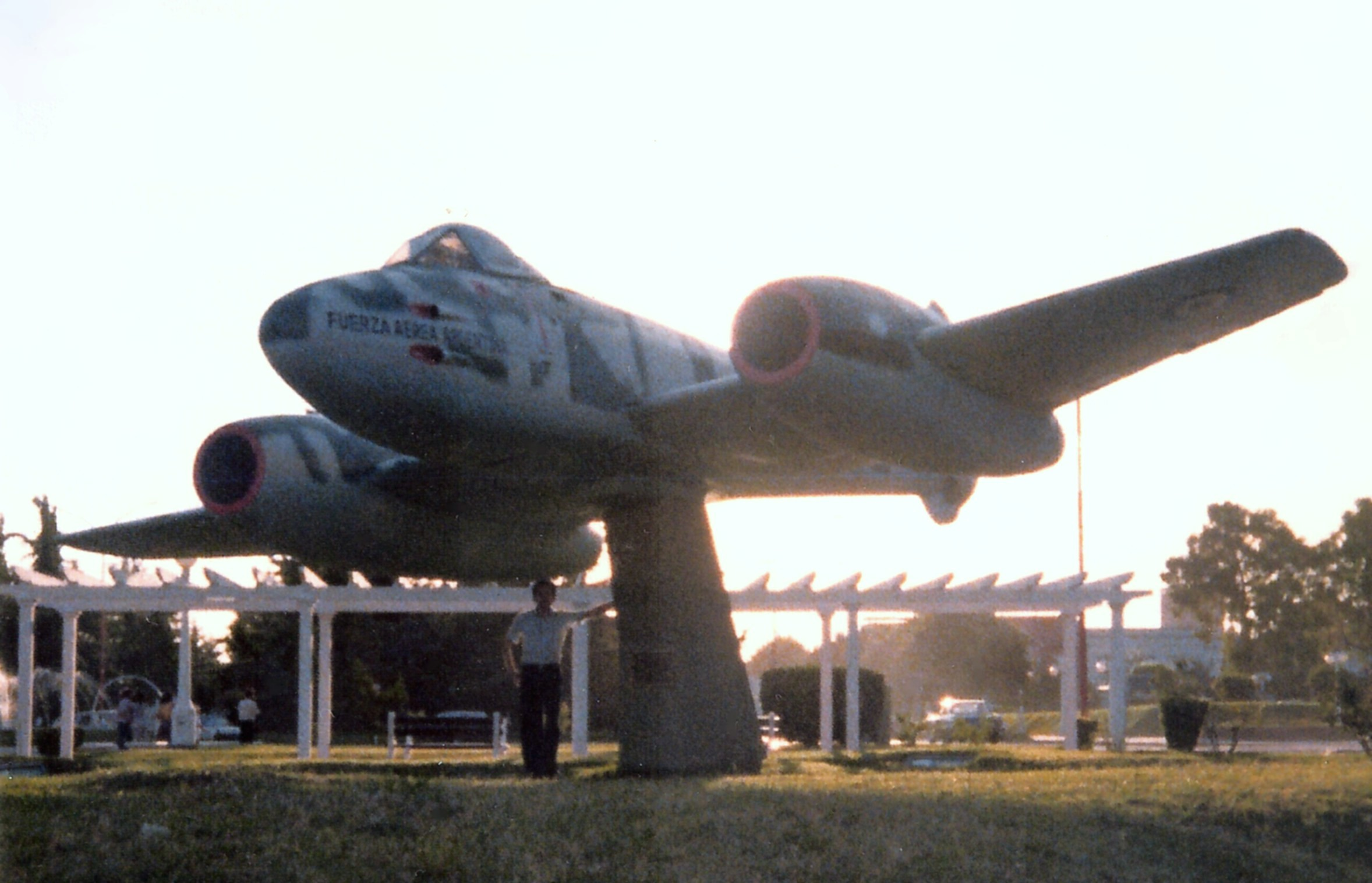
Gloster Meteor C-038 en la Plaza Fuerzas Armadas de la ciudad de Junín, donde estuvo en la década de 1980.

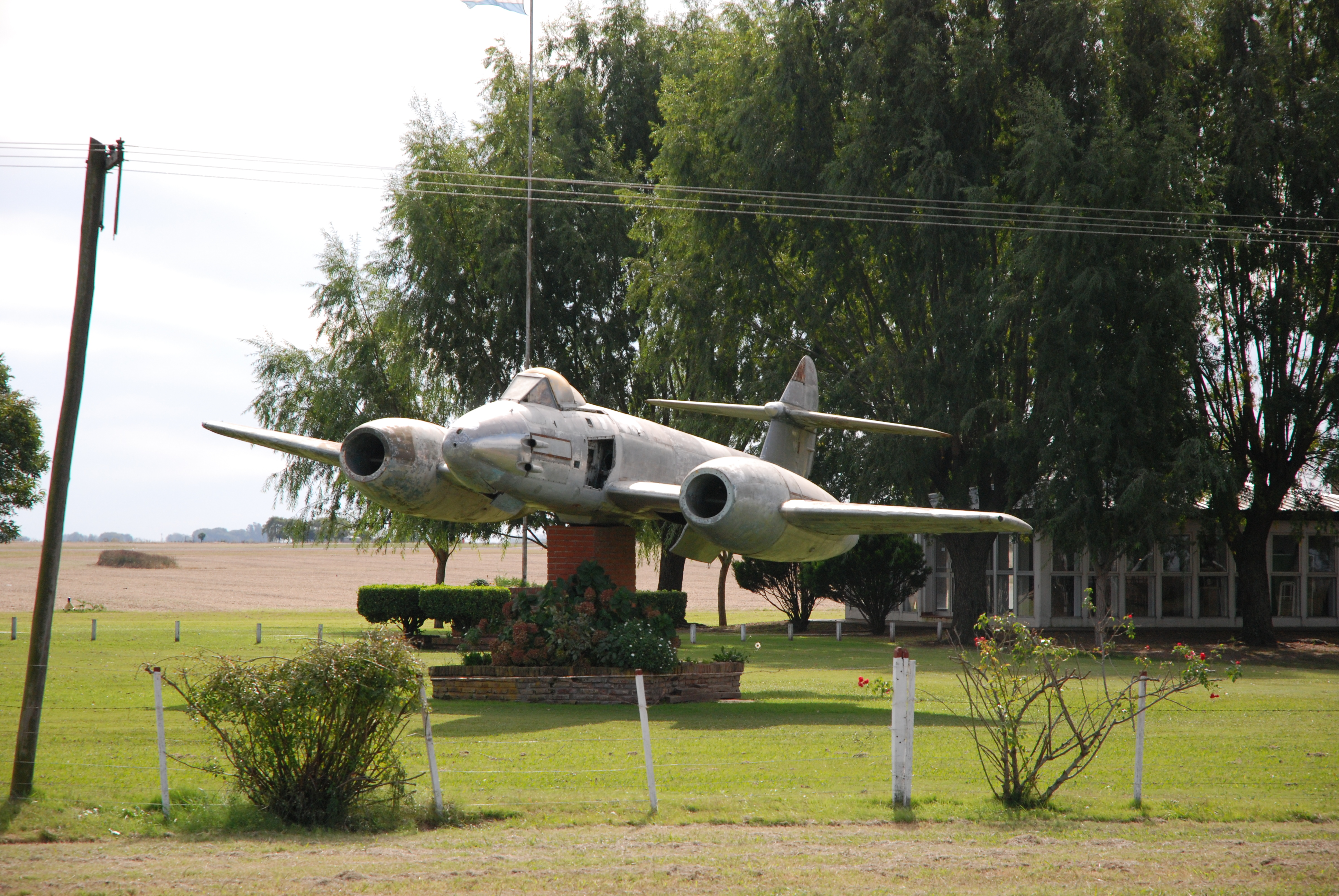
Gloster Meteor C-038 en su ubicación actual en el Aero Club de Junín, ubicado junto al Aeropuerto, en el km 155 de la RN 188.

- C-038: en la escuela de Suboficiales de la FAA (Córdoba) como material didáctico tras la baja el 12/05/71 y trasladado en fecha desconocida hacia Junín, provincia de Buenos Aires. A fines de la década de 1970 fue colocado en la Plaza Fuerzas Armadas, luciendo un camuflaje estándar. Allí permaneció cerca de 10 años. Luego fue trasladado al Aero Club, ubicado junto al Aeropuerto, en el km 155 de la RN 188, donde se encuentra actualmente.
- C-041: baja el 12/05/69, fue trasladado en vuelo hasta el Aeroparque Jorge Newbery de la ciudad de Buenos Aires para su incorporación al acervo del Museo Nacional de Aeronáutica. La mayoría de los componentes mismos del avión se conserva en las instalaciones de este museo. El camuflaje táctico original que se conservó por varios años, fue reemplazado por el esquema de color utilizado por la escuadrilla 46 durante la década de 1960, actualmente luce el camuflaje de dos tonos de gris y verde.
- C-051: baja el 12/05/71, fue instalado en la Quinta Municipal de Merlo, en el Gran Buenos Aires. Se trata en realidad del Meteor C-002 y su estructura sufre de un importante grado de corrosión.
- C-057: aeronave destinada a prestar servicio en la Escuela de Suboficiales de la FAA (Córdoba). Durante la década de los 80 fue trasladada a la localidad de Loreto (provincia de Santiago del Estero) localidad donde se encuentra la Virgen de Loreto patrona de la FAA. Se encuentra ubicado sobre un pilar, en un precario estado de conservación.
- I-057: ejemplar híbrido reconstruido con partes del Meteor C-001 depositado en un hangar de la VI Brigada Aérea, emplazado sobre un pedestal de una plazoleta en la BAM Tandil, provincia de Buenos Aires.
- C-071: en el predio de la BAM Mar del Plata (provincia de Bs. As.) inicialmente apoyado sobre su propio tren de aterrizaje. Actualmente está sobre un pedestal y se trata en realidad del Meteor C-073.
- C-073: baja el 30/12/70, fue transferido a la Escuela Técnica Nº 8 de Haedo (GBA), esta matrícula es ficticia, puesto que la célula corresponde al Meteor C-071. En numerosas ocasiones, el establecimiento ha reactivado sus turbinas Derwent.
- C-084: sin confirmación, pero en un principio sirvió como monumento en la BAM Reconquista (Santa Fe), luego sirvió como monumento en la ciudad de Resistencia (provincia de Chaco).
- C-088: baja el 30/12/70, exhibido sobre pilones dentro de las instalaciones del Área Material Córdoba, luego trasladado al Aero Club Chivilcoy, en la provincia de Buenos Aires, colocado sobre un minúsculo pedestal, repintado completamente de color aluminio, sin insignias ni marcas, en mal estado de conservación.
- C-090: baja el 16/03/66, pasando a la Escuela de Aviación Militar de Córdoba como monumento, transferido a la plaza Batalla de Salta, más conocido como monumento 20 de Febrero, en la ciudad de Salta. Fue víctima de un atentado terrorista, reparado y repintado de celeste claro.
- C-093: baja el 30/12/71, fue ubicado en el Área Material Río 4 (Córdoba), trasladado a Neuquén quedando expuesto sobre un pedestal en instalaciones del Aeropuerto de Neuquén con matrícula incorrecta C-093. Durante 1962 se instaló como monumento en la Base Aérea Militar Comodoro Rivadavia una célula de Gloster Meteor a partir de partes de aviones accidentados en depósito en la Fábrica Militar de Aviones. El Comodoro Pastor, jefe de la unidad patagónica, le hizo pintar la matrícula C-093 puesto que se trataba de su aeronave favorita y que por entonces estaba en servicio. Al día de la fecha se desconoce la verdadera identidad de este avión y su destino final.
- C-094: baja el 30/12/70, prosiguió su carrera en la FAA como material didáctico en la Escuela Técnica de la BAM El Palomar (Bs. As.) trasladado a las instalaciones del Grupo I de Vigilancia Aérea en Merlo (Buenos Aires) Expuesto en un predio al aire libre junto a material de artillería antiaérea.

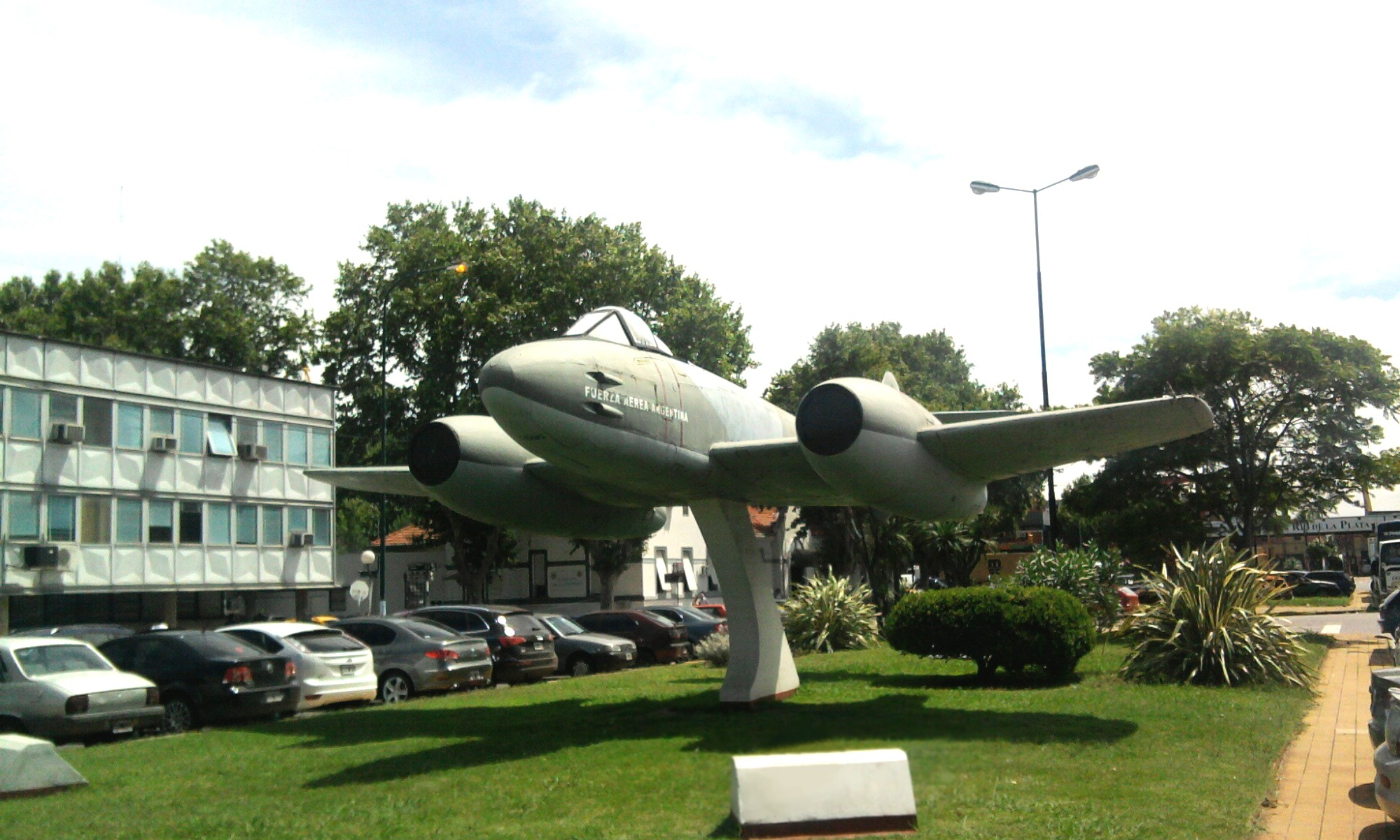
Gloster Meteor C-095 expuesto frente al Edificio Cóndor en la ciudad de Buenos Aires.

- C-095: baja el 30/12/71, quedó instalado en un pedestal frente al Edificio Cóndor de la ciudad de Buenos Aires.
- C-099: se trataría del Meteor C-093 de baja el 30/12/70 y trasladado vía terrestre hasta José C. Paz (GBA), expuesto sobre un pedestal en el acceso principal de la actual VII Brigada Aérea, con matrícula ficticia C-099.
- I-098: Gloster G. 41H Meteor F. Mk 4. fecha de entrega el 11/05/49, aterrizaje con tren replegado el 19/06/50 en Tandil, destruido el 16/07/56 sobre Morón mientras era piloteado por el 1º Teniente Luis Soto, tras colisionar contra el I-074.
- I-099: Gloster G. 41H Meteor F. Mk 4. fecha de entrega el 11/05/49, primer vuelo el 19/05/49. Averías leves el 10/11/54 durante un aterrizaje en la BAM Morón mientras era tripulado por el Tte. Reyes, rematriculado C-099, integró la escuadrilla 46. Baja por límite de horas el 31/12/71, actualmente está como monumento en el Aeropuerto de Neuquén con matrícula ficticia C-093.
- I-100: Gloster G. 41H Meteor F. Mk 4. fecha de entrega el 06/07/49. Averías menores el 04/12/51 por aterrizaje en terreno fangoso en la BAM de Tandil, desprendimiento de tanque de combustible ventral en vuelo durante ejercicios de tiro. Rematriculado C-100. Aterrizaje largo en la FMA al mando del Tte. R. Mujica con averías del 35 % el 28/10/62. Posterior baja.
- C-051: era el I-051 y se entrega a la FFA el 11 de agosto de 1949, es el primer Gloster que viene a la Argentina cero h, y realiza su primer vuelo el 15 de mayo de 1949. Entre el 22 de mayo de 1952 al 25 de junio de 1953 es sometido en el IAME a reparaciones mayores a causa de un accidente, sin referencias. En 1960 es rematriculado de I-051 a C-051. El 4 de agosto de 1969 es remotorizado con la turbina Derwent V msn 10004, con la que realizó el último vuelo sobre la ciudad de Buenos Aires, el 29 de diciembre de 1970. Esta turbina era utilizada por el I.Ae. 27 Pulqui I, en la década del 40. 12 de mayo de 1971: de baja, por límite de horas completando 1450,3 h de vuelo y 2824 ciclos. Fue el 1.er. Meteor IV construido para nuestro país, los primeros 50 eran de segunda mano. El último vuelo del C-051 lo hizo en escuadrilla de 12 aviones, este ocupaba la posición Nº 2.

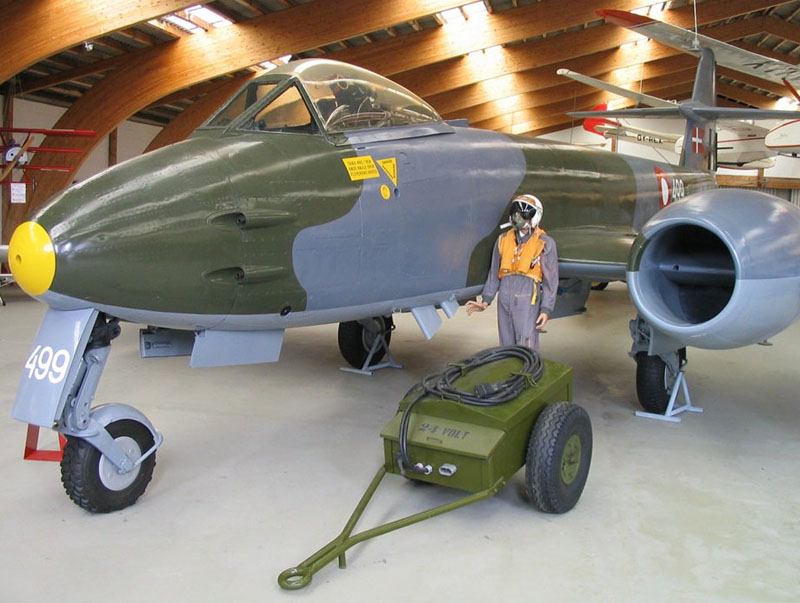
RDAF Gloster Meteor.

En la actualidad muchos Gloster Meteors sobreviven en museos y colecciones, pero solo cinco continúan volando, cuatro en el Reino Unido y un caza F8 que se exportó a Australia en 2002.

## Variantes
- Meteor F.1 - Primer avión en producción construido entre 1943 y 1944
- Meteor F.2 - Versión con motor alternativo - sólo se construyó uno
- Meteor F.3 - Motor Derwent I con cabina deslizante
- Meteor F.4 - Motor Derwent 5 con fuselaje consolidado
- Meteor FR.5 - Versión monoplaza caza de reconocimiento del F4
- Meteor T.7 - Biplaza de formación
- Meteor F.8 - Versión ampliamente mejorada del F4. Fuselaje más largo, mayor capacidad del combustible, asiento eyectable estándar y cola modificada. Esta versión fue la más usada en las escuadrillas de la Royal Air Force en el período 1950-54
- Meteor FR.9 - Versión caza de reconocimiento del F8
- Meteor PR.10 - Versión caza de reconocimiento fotográfico del F8
- Meteor NF.11 - Variante caza nocturno con radar de intercepción
- Meteor NF.12 - Versión mejorada del NF11 con radar estadounidense de mayor alcance
- Meteor NF.13 - Versión Tropicalizada del NF11 para el servicio de ultramar
- Meteor NF.14 - NF11 con cabina de dos piezas
- Meteor U.15 - Conversión a blanco sin piloto del F4
- Meteor U.16 - Conversión a blanco sin piloto del F8
- Meteor TT.20 - Conversión a remolcador de blancos de alta velocidad del NF11
- Meteor U.21 - Conversión a blanco sin piloto del F8

En 1945 a un único Meteor I, EE227, se le fijaron dos motores Rolls-Royce Trent turbohélice, siendo el primer avión propulsado por este sistema del mundo.

## Operadores

### Operadores militares
Argentina
- Fuerza Aérea Argentina. Operó 100 aviones Mk. 4: 50 usados por la RAF y 50 nuevos,[10] más doce Mk.3 que fueron usados como entrenadores exclusivamente en Gran Bretaña, siendo desactivados. Los Mk. 4 sirvieron entre 1947 y 1970, cuando los últimos ejemplares se reemplazaron por Dassault Mirage III.[8]

 Australia
- Real Fuerza Aérea Australiana. Operó 104 aviones desde 1946 a 1947 y 1951 a 1963

 Bélgica
- Fuerza Aérea Belga. Recibió 40 ejemplares de la variante F.4, 43 de la variante T.7, 240 de la F.8 y 24 de la NF.11

 Brasil
- Fuerza Aérea Brasileña. Recibió 62 ejemplares de las variantes F.8 y TF.7

 Canadá
- Real Fuerza Aérea Canadiense

 Dinamarca
- Real Fuerza Aérea Danesa

 Ecuador
- Fuerza Aérea Ecuatoriana

 Egipto
- Real Fuerza Aérea Egipcia

 Francia
- Fuerza Aérea Francesa

 Israel
- Fuerza Aérea Israelí

 Países Bajos
- Real Fuerza Aérea de los Países Bajos

 Nueva Zelanda
- Real Fuerza Aérea de Nueva Zelanda. Operó dos aviones Meteor T.7 alquilados a la RAF

 Noruega
- Real Fuerza Aérea Noruega

 Sudáfrica
- Fuerza Aérea Sudafricana

 Suecia
- Fuerza Aérea Sueca

 Siria
- Fuerza Aérea Árabe Siria

 Reino Unido
- Royal Air Force[11][12]
- Fleet Air Arm[13]

 Estados Unidos
- La Fuerza Aérea del Ejército de los Estados Unidos probó un ejemplar y lo devolvió al Reino Unido.

### Operadores civiles
Reino Unido
- DERA Llanbedr
- Martin-Baker Aircraft Company
- Flight Refuelling Ltd (FRL)

## Especificaciones (Meteor F.8)
Referencia datos: The Great Book of Fighters, y Quest for Performance.

### Características generales
- Tripulación: 1 (piloto)
- Longitud: 13,59 m
- Envergadura: 11,32 m
- Altura: 3,96 m
- Superficie alar: 32,52 m²
- Peso vacío: 4575 kg
- Peso cargado: 7430 kg
- Peso máximo al despegue: 7990kg
- Planta motriz: 2× turborreactores Rolls-Royce Derwent 8.
  - Empuje normal: 14,3 kN (1463 kgf; 3225 lbf) 15,6 kN de empuje cada uno.

### Rendimiento
- Velocidad máxima operativa (Vno): 965 km/h (600 MPH; 521 kt) (Mach 0,79) a 3050 m de altitud
- Alcance: 965 km (521 nmi; 600 mi)
- Techo de vuelo: 13 106 m (43 000 ft)
- Régimen de ascenso: 11 m/s ; 5 minutos en alcanzar los 5500 m
- Carga alar: 153 kg/m²
- Empuje/peso: 0,35

### Armamento
- Cañones: 4× Hispano de 20 mm
- Puntos de anclaje: 2 con una capacidad de 1000 lb, para cargar una combinación de:  
  - Bombas: 2 bombas de 1000 lb (454 kg)
  - Cohetes: Posibilidad de cargar 8 cohetes HVAR de 5 pulgadas o 16 de 3 pulgadas bajo las alas.

### Aeronaves similares
- Lockheed P-80 Shooting Star
- Messerschmitt Me 262
- Arado Ar 234
- de Havilland Vampire
- Nakajima J9Y

### Listas relacionadas
- Anexo:Cazas de la Segunda Guerra Mundial